# 마타도르 (영화)
마타도르(Matador)는 스페인에서 제작된 페드로 알모도바르 감독의 1986년 코미디, 드라마, 스릴러 영화이다. 어섬터 세너 등이 주연으로 출연하였고 안드레스 빈센테 고메스 등이 제작에 참여하였다.

## 출연

### 주연
- 어섬터 세너
- 안토니오 반데라스
- 나코 마르티네즈
- 에바 코보

### 조연
- 줄리에타 세라노
- 커스 램프리브
- 카르멘 마우라
- 유세비오 폰셀라

## 제작진
- 미술: 로만 아랑고
- 의상: 프란시스 몬데시노스
- 의상: 조스 마리아 드 코시오